# Bruno Martino (Fußballspieler)
Bruno Martino, vollständiger Name Bruno Martino Montes de Oca, (* 4. Februar 1996 in Ombúes de Lavalle) ist ein uruguayischer Fußballspieler.

## Karriere
Der 1,84 Meter große Defensivakteur Martino steht seit der Saison 2016 im Profikader des Zweitligisten Canadian Soccer Club. Dort debütierte er unter Trainer Matías Rosa am 29. Oktober 2016 beim 3:3-Unentschieden gegen Deportivo Maldonado mit einem Startelfeinsatz in der Segunda División. In der Saison 2016 bestritt er zwei Zweitligaspiele ohne persönlichen Torerfolg für den Klub.